# Eudokie
Eudokie nebo též Evdokie či Eudoxie je staré ženské jméno řeckého původu. Pochází z řeckého jména Eudokía (Ευδοκία), které vzniklo spojením slov eu (dobrý) a dokein (myslet si), vykládá se tedy jako dobrá vůle, schvalování nebo přízeň. Svatá Eudokie slaví svátek dne 1. března, k tomuto dni se také vztahuje pranostika: Svatá Eudokie psa po uši sněhem zavěje.

## Rozšíření jména
Variant tohoto jména existuje celá řada. Varianta Jevdokija se používá v Rusku, jméno Evdokija je rozšířeno na Ukrajině, kde jde o 58. nejčastější jméno. Varianta Eudoxie se vyskytuje ve Francii a zemích Afriky (např. Konžská demokratická republika), varianta Evdokija převážně v Severní Makedonii.

## Obliba jména v Česku
Jméno Eudokie se v Česku nikdy nevyskytovalo běžně, jde o velkou raritu. K roku 2016 žila v Česku jediná nositelka, narozená roku 1928. Všechny varianty byly používány velmi vzácně zejména ve starší generaci. Nejmladší nositelka (jméno Evdokia) se narodila roku 1976.

## Významné osobnosti
- Eudokia Angelina – byzantská šlechtična
- Eudokia Baiané – byzantská císařovna
- Eudokia Balšić – šlechtična z knížectví Zeta
- Avdoťja (Jevdokija) Ivanovna Černyšovová – ruská šlechtična
- Eudokia Ingerina – byzantská císařovna
- Jevdokija Borisovna Jusupovová – kuronská vévodkyně
- Eudokia Komnénovna – manželka Viléma VIII. z Montpellieru
- Eudokia Laskarina – dcera nikájského císaře
- Jevdokija Lopuchinová – ruská carevna
- Eudokia Makrembolitissa – byzantská císařovna
- Jevdokija Mekšilová – sovětská běžkyně na lyžích
- Jevdokija Lukjanovna Strešněvová – ruská carevna